# Matelea schreiteri
Matelea schreiteri là một loài thực vật có hoa trong họ La bố ma. Loài này được (T. Mey.) Pontir. mô tả khoa học đầu tiên năm 1983.